# Lauwers
El Lauwers (frisó: De Lauwers, groninguès: Laauwers) és un rierol que forma la frontera de les províncies neerlandeses de Groningen i Frísia. El nom romà era Lavica, Laubacrus o Laubacue i es pensa que a l'època de Carlemany es deia Laubach o Laubeke.